# 松嫩贝格-温嫩贝格
松嫩贝格-温嫩贝格是德国莱茵兰-普法尔茨州的一个市镇。总面积2.87平方公里，总人口482人，其中男性234人，女性248人（2011年12月31日），人口密度168人/平方公里。